# Tokyobrillia tamamegaseta
Tokyobrillia tamamegaseta är en tvåvingeart som beskrevs av Kobayashi 1991. Tokyobrillia tamamegaseta ingår i släktet Tokyobrillia och familjen fjädermyggor. Inga underarter finns listade i Catalogue of Life.